# Pásztor Dániel (iskolaigazgató)
Pásztor Dániel, Pászthor (Kemecse, 1816. március 22. – Máramarossziget, 1882. december 31.) igazgató-tanár. 

## Élete
Szülőhelyén tanult, majd Sárospatakon és pártfogósági engedéllyel egy félévet a bécsi egyetemen töltött, ahol bölcseleti és pedagógiai előadásokat hallgatott. Felsőbb tanulmányai közben a Péchy és Uray családoknál nevelő volt. Növendékeivel a német nyelv elsajátítása végett az 1841. és 42. éveket Eperjesen töltötte, ahol mint rendkívüli tanár az ágostai evangélikus kollégiumban a magyar nyelv és irodalom tanításával bízták meg. Innen visszatért Sárospatakra, ahol 1843-44-ben mint esküdt diák a görög nyelvet és irodalmat tanította; 1844-45-ben a gimnázium III. osztályának tanításával bízták meg. Ezen állásában fogadta el a máramarosszigeti református főiskola pártfogásának meghívását a bölcseleti tanszékre. Mint pedagógiai tanár felügyelt az elemi és gimnazista osztályokra; kezelése alatt állott hat évig az iskolai könyvtár és levéltár.
Az 1848. június 28-án tartott pártfogósági gyűlés a máramarosszigeti líceum részéről őt bízta meg képviseltetésével az egyházi és iskolai reform tárgyában Debrecenben július 3-án egybegyűlt egyházkerületi gyűlésen és az ugyanezen tárgyban Budapesten augusztus 1-jén tartott miniszteri értekezleten. Bereg és Máramaros vármegyék táblabírájukká választották. 1850. július 21-én a miskolci református líceumhoz igazgató-tanárnak választották, mely állásában 19 évig foglalkozott; új szervezetet adott az intézetnek, bevitte a testgyakorlati intézményt, a művészeti tárgyakat; a rajzot, szépírást a rendes tantárgyak közé sorozta, tanári nyugdíjintézményt létesített, konviktust kezdeményezett, a vasárnapi iskolát felvirágoztatta.
1869. június 16-án orvosi tanácsra a nevelésoktatás teréről visszalépett. Nyugalomba vonulása után Máramarosszigetre költözött, ahová rokoni kötelékek is fűzték. 1870. augusztusban az ottani református egyház főgondnokának választották; a jogakadémiánál még négy évig szolgált, hosszas betegségek azonban erejét kimerítették; de azért a megyei törvényhatóságnál közel négy évig az irodaigazgatói állást foglalta el. Elhunyt 1882. december 31-én este hét órakor, örök nyugalomra helyezték 1883. január 2-án a református egyház szertartása szerint.
Cikkei az Országgyűlési emlékben (1848. Kazinczy fogsága naplója, egy hiteles adat a Martinovics-per részleteihez); a Honderűnek is (1843.) munkatársa volt; a Pesti Naplóban (1855. II. 29., 30. A vasárnapi iskolák tárgyában), a Kazinczy Emlényben (Miskolcz, 1860. A Miskolcon 1859. okt. 27. tartott Kazinczy-ünnepély rajza. Emlékbeszéd); a Figyelőben (1879., 1882. Tompától költeményt és 1843-ból levelét közli).

## Munkája
- Emlékbeszéd, melyet néhai nagys. Szikonya Mátyás cs. kir. nyug. lovas őrnagynak... végtiszteletére készített és elmondott a szigeti casinói egylet termében 1845. tavaszhó 6. Debreczen, 1845.

Kézirati munkáit (Polgári szónoklat, 1857-ben 50 arannyal jutalmazott pályamunka; Bölcselet-történet; Politika; Egyetemes történet vázlata; Alapelvek a nevelés körében; Lelkileges embertani elméletek; Magyar nyelvtan; Egyetemes világtörténet) fia, Pásztor Sándor ügyvéd, Szilágyi István líceumi igazgatónak adta át, melyek a főiskola leégésekor 1886. november 21-én elégtek. 